# Jim Clark (xerife)
James Gardner Clark, Jr. (17 de setembro de 1922 – 4 de junho de 2007) foi xerife do Condado de Dallas, Alabama, Estados Unidos, de 1955 a 1966. Ele foi um dos oficiais responsáveis pelas prisões violentas de manifestantes pelos direitos civis durante as marchas de Selma a Montgomery de 1965, e é lembrado como um racista cujas táticas brutais incluíam o uso de bastões elétricos contra apoiadores desarmados dos direitos civis.

## Início da vida e família
Jim Clark nasceu no Alabama, filho de Ettie Lee e James Gardner Clark. Ele serviu na Força Aérea do Exército dos EUA nas Ilhas Aleutas durante a Segunda Guerra Mundial. Clark era um fazendeiro de gado quando seu amigo de longa data, o governador do Alabama Jim Folsom, o nomeou xerife em 1955. Ele se casou e depois se divorciou de Louise Clark, com quem teve cinco filhos: Jimmy Clark, Jeff Clark, Johnny Clark, Joanna Clark Miller e Jan Clark Buster.

## Xerife do Condado de Dallas (1955–1966)
Em 1964 e 1965, o Comitê de Coordenação Estudantil Não Violenta (SNCC) se envolveu em uma campanha de votação no Condado de Dallas, do qual Selma era a sede do condado. Como xerife do Condado de Dallas, Clark se opôs vocalmente à integração racial, usando um broche com os dizeres "Nunca" [integrar]. Ele usava roupas de estilo militar e carregava um bastão elétrico para gado, além de sua pistola e porrete.
Em resposta à campanha eleitoral, Clark recrutou um grupo montado a cavalo de membros e apoiadores da Ku Klux Klan. Junto com os patrulheiros rodoviários de Albert J. Lingo, o grupo pretendia "operar ... como uma força móvel antidireitos civis", e apareceu em várias cidades do Alabama fora da jurisdição de Clark para agredir e ameaçar trabalhadores dos direitos civis.
Em Selma, a campanha do SNCC foi recebida com violência e intimidação por Clark, que esperou na entrada do tribunal do condado, espancando e prendendo os registrantes à menor provocação. Em um ponto, Clark prendeu cerca de 300 estudantes que estavam realizando um protesto silencioso do lado de fora do tribunal, forçando-os a marchar com bastões de gado para um centro de detenção a três milhas de distância. Em outro momento, ele foi socado no queixo e derrubado por uma manifestante, Annie Lee Cooper, a quem ele estava tentando fazer ir para casa cutucando-a no pescoço com um cassetete ou um bastão de gado depois que ela ficou horas no tribunal em uma tentativa de se registrar para votar. Em 1965, apenas 300 dos 15.000 eleitores negros em potencial da cidade estavam registrados.
Essas ações levaram a uma comparação generalizada de Clark com Eugene "Bull" Connor, e a James Baldwin dizendo sobre Clark:

Sugiro que o que aconteceu com o sulista branco é, de certa forma, muito pior do que o que aconteceu com os negros de lá... É preciso presumir que ele é um homem como eu, mas ele não sabe o que o leva a usar o porrete, a ameaçar com uma arma e a usar um bastão elétrico contra os seios de uma mulher... Suas vidas morais foram destruídas por uma praga chamada cor.

Depois que o The New York Times e o The Washington Post publicaram fotos de um protesto da SCLC no qual Clark empunhou um porrete e empurrou Amelia Boynton para o chão, Ralph Abernathy o nomeou membro honorário da Liga dos Eleitores do Condado de Dallas, uma organização local de direitos de voto, por "serviços de publicidade prestados".

## Domingo Sangrento
Em 18 de fevereiro de 1965, em Marion, uma marcha pacífica de protesto foi recebida por patrulheiros estaduais do Alabama, que espancaram os manifestantes depois que as luzes da rua se apagaram repentinamente. Um jovem manifestante, Jimmie Lee Jackson, tentou proteger sua mãe e seu avô octogenário de espancamentos policiais e foi baleado no estômago pelo cabo James Bonard Fowler da patrulha rodoviária. Jackson morreu oito dias depois devido aos ferimentos. Clark estava presente do lado da polícia em Marion, apesar de estar fora de sua jurisdição.
Em resposta à campanha de registro fracassada e como resposta direta ao assassinato de Jackson, James Bevel iniciou, convocou e organizou uma marcha de Selma a Montgomery.
Em 7 de março de 1965, cerca de 600 manifestantes deixaram Selma. Os oficiais e o pelotão de Clark se juntaram aos policiais estaduais do Alabama para atacar os manifestantes na ponte Edmund Pettus nos arredores de Selma, em um evento que ficou conhecido como "Domingo Sangrento", resultando na hospitalização de mais de 60 manifestantes. Naquela noite, a ABC interrompeu a estreia televisiva de Judgment at Nuremberg para mostrar cenas da violência para cerca de 48 milhões de americanos. Este foi um evento crítico no Congresso dos Estados Unidos que aprovou a Lei dos Direitos de Voto.
Em um obituário, o The Washington Post observou:

O momento mais visível do Sr. Clark ocorreu em 7 de março de 1965, no início de uma marcha pacífica pelo direito ao voto de Selma até a capital, Montgomery.
O Sr. Clark e seus homens estavam estacionados perto da Ponte Edmund Pettus de Selma. O policial estadual do Alabama, John Cloud, ordenou que centenas de manifestantes se dispersassem. Quando eles não o fizeram, o Sr. Clark ordenou que seu "bando" montado atacasse a multidão. O gás lacrimogêneo aumentou o caos, e os manifestantes foram espancados.
Capturado pela televisão nacional, o incidente do Domingo Sangrento provocou repulsa generalizada. Até o governador George C. Wallace, que havia provocado um confronto nacional por uma recusa em integrar escolas públicas, repreendeu os policiais estaduais e o Sr. Clark.

## Opiniões sobre Martin Luther King, Jr.
Em 22 de julho de 1965, a filial local do Citizen's Council em Texarkana, Texas, uma organização supremacista branca, patrocinou a aparição de Clark como convidado em sua reunião. Durante a palestra de Clark para o grupo, ele se lembrou do Domingo Sangrento, "eles enviaram os chamados pregadores". Ele continuou dizendo sobre Martin Luther King Jr., "nós decidimos tratá-lo como o cão amarelo comum que ele é".

## Perda do cargo de xerife
O prefeito de Selma, Joseph Smitherman, e Wilson Baker queriam conter a força da campanha exercendo contenção, mas os escritórios de registro de eleitores eram de responsabilidade de Clark. Na eleição de 1966, após a aprovação da Lei dos direitos de voto de 1965, Wilson Baker derrotou a campanha de Clark, em parte porque a Lei permitiu que muitos afro-americanos se registrassem para votar e votassem contra Clark. De acordo com o The New York Times no dia seguinte à eleição, "os dois homens já haviam se encontrado na corrida primária democrata e o Sr. Baker foi o vencedor." Clark tentou suprimir 1.600 cédulas lançadas para seu oponente devido a "irregularidades", mas ordens judiciais colocaram os votos de volta no registro.

## Vida posterior e morte
Após sua derrota, Clark vendeu casas móveis. Ele também se envolveu em uma série de empreendimentos duvidosos. Isso incluía ser um corretor da 'Tangible Risk Insurance Company' em Birmingham, o que o levou a ser indiciado com outros oito homens por fraude postal, à qual ele não contestou. Então, em 1973, ele serviu na Carolina do Norte como gerente geral da Pinehurst Mortgage & Loan Company, que acabou se revelando uma organização de agiotagem; a empresa acabou acusando Clark de peculato, mas a própria empresa faliu diante da aplicação da lei de valores mobiliários. Em 1976, Clark estava de volta ao Alabama como um oficial da 'International Coal & Mining', mas um de seus parceiros foi processado por fraude e peculato. Em 1978, um grande júri federal em Montgomery indiciou Clark sob acusações de conspirar para contrabandear três toneladas de maconha da Colômbia. Clark foi condenado a dois anos de prisão e acabou cumprindo nove meses. Em 2006, ele disse ao Montgomery Advertiser que, a respeito de suas ações durante o movimento pelos direitos civis, "Basicamente, eu faria a mesma coisa hoje se tivesse que fazer tudo de novo." Ele morreu no Elba Nursing and Rehabilitation Center em Elba, em 4 de junho de 2007, de um derrame e um problema cardíaco. Amelia Boynton Robinson, que Clark havia prendido em 1965, compareceu ao seu funeral.